# Harlan Cleveland
Pour les articles homonymes, voir Cleveland (homonymie).
Harlan Cleveland, né le 19 janvier 1918 à New York et mort le 30 mai 2008, est un diplomate américain.
Il a été secrétaire d’État adjoint des États-Unis aux Affaires des organisations internationales de 1961 à 1965, puis ambassadeur auprès de l’OTAN de 1965 à 1969. 
Il était membre honoraire du Club de Rome.